# Bruce H. Lipton

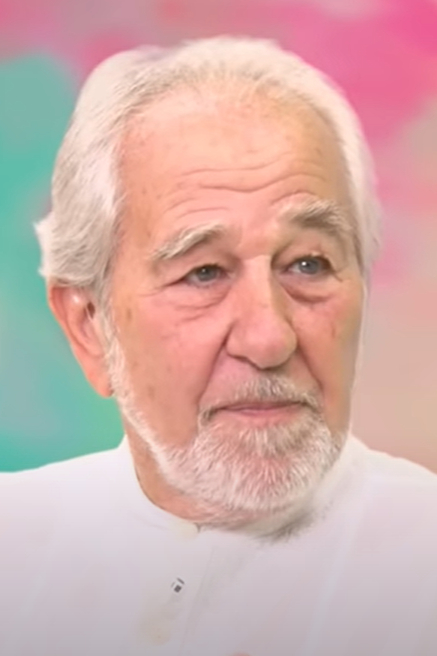
Bruce H. Lipton, 2022

Bruce Harold Lipton (* 21. Oktober 1944 in Mount Kisco, New York) ist ein US-amerikanischer Autor über pseudowissenschaftliche Themen. Er trat besonders durch die Verbreitung des Gedankens hervor, dass die Genexpression durch die Umwelt, die Einstellungen und Gedanken eines Menschen beeinflusst werden kann. David Gorski beschreibt Lipton auf Science-based Medicine als „bekannten Spinner, dessen zentrale Idee eine Variante von 'The Secret' zu sein scheint, bei der der Wunsch, etwas unbedingt zu wollen, auch dazu führt“. In der Wissenschaft finden seine Thesen keinen Anklang.

## Leben
Lipton erwarb einen Bachelorgrad in Biologie an der Long Island University im Jahr 1966 und einen Doktorgrad in Entwicklungsbiologie an der University of Virginia im Jahr 1971. Ab 1973 lehrte er zuerst Anatomie an der University of Wisconsin, später wurde er Professor für Anatomie an der American University of the Caribbean School of Medicine.
Von 1987 bis 1992 forschte Lipton an der Pennsylvania State University und dem medizinischen Forschungszentrum der Stanford University. Seit 1993 hatte er Lehraufträge an mehreren Universitäten und verfasste zahlreiche Forschungsberichte zur Entwicklung von Muskelzellen.
Im Jahr 2009 erhielt er den Goi Peace Award.

## Werke
- 2005 The Biology of Belief – Unleashing the Power of Consciousness, Matter & Miracles; Deutsch: Intelligente Zellen: wie Erfahrungen unsere Gene steuern, 2006 ISBN 978-3-936862-88-1
- 2006 The Wisdom of Your Cells - How Your Beliefs Control Your Biology
- 2009 Spontaneous Evolution: Our Positive Future and a Way to Get There from Here (mit Steve Bhaerman); Deutsch: Spontane Evolution: unsere positive Zukunft und wie wir sie erreichen, 2014 ISBN 978-3-86728-243-7
- 2013 The Honeymoon Effect: The Science of Creating Heaven on Earth; Deutsch: Der Honeymoon-Effekt: Liebe geht durch die Zellen, 2013 ISBN 978-3-86728-211-6